# Cryptolabis (Cryptolabis) nebulicincta
Cryptolabis (Cryptolabis) nebulicincta is een tweevleugelige uit de familie steltmuggen (Limoniidae). De soort komt voor in het Neotropisch gebied.